# A CERN PS kísérleteinek listája
A PS, azaz a protonszinkrotron a CERN első, 1959 óta ma is működő részecskegyorsítója. Segítségével az alábbi kísérleteket valósították meg, illetve készítik elő:

## Működő kísérletek
- AD-2	(ATRAP) Cold Antihydrogen for Precise Laser Spectroscopy (Data Taking)
- AD-3	(ASACUSA) Atomic Spectroscopy and Collisions Using Slow Antiprotons The ASACUSA Collaboration (Data Taking)
- AD-5	(ALPHA) Antihydrogen Laser PHysics Apparatus (Data Taking)
- nTOF COLLABORATION	Neutron Time-Of-Flight (n_TOF) experiment (Data Taking)
- nTOF1	European Collaboration for High-Resolution Measurements of Neutron Cross Sections between 1 eV and 250 MeV (Data Taking)

## Előkészítés alatt álló kísérletek
- AD-6	(AEGIS) Antihydrogen Experiment Gravity Interferometry Spectroscopy (Preparation)
- AD-7	GBAR (Preparation)
- AD-8	(BASE) Baryon Antibaryon Symmetry Experiment (Preparation)
- ELENA	Extra Low ENergy Antiproton (Preparation)
- PS215	(CLOUD) A Study of the Link between Cosmic Rays and Clouds with a Cloud Chamber at the CERN PS (Preparation)
- nTOF12  n_TOF New target commissioning and beam characterization (Preparation)
- nTOF13  The role of Fe and Ni for s-process nucleosynthesis in the early Universe and for innovative nuclear technologies (Preparation)
- nTOF14  Angular distributions in the neutron-induced fission of actinides (Preparation)
- nTOF15  Neutron capture cross section measurements of 238U, 241Am and 243Am at n_TOF (Preparation)
- nTOF16  Measurement of the fission cross-section of 240 Pu and 242 Pu at CERN's n_TOF Facility (Preparation)
- nTOF17  The neutron capture cross section of the s-process branch point isotope 63Ni (Preparation)
- nTOF18  Spin assignments of nuclear levels above the neutron binding energy in 88Sr (Preparation)
- nTOF19  Measurements of neutron-induced capture and fission reactions on 235 U: cross sections and ratios, photon strength functions and prompt y-ray from fission (Preparation)
- nTOF20  Neutron capture cross section of 93 Zr (Preparation)

## Befejezett kísérletek
- AD-1	(ATHENA) Antihydrogen Production and Precision Experiments The ATHENA Collaboration (Completed)
- AD-4	(ACE) Relative Biological Effectiveness and Peripheral Damage of Antiproton Annihilation (Completed)
- E51	\xi produced by 1.5 GeV/c K-.Strength of the \delta - \delta interaction by observation of the decays of double hyperfragments (Finished)
- E52	Study of heavy fragments emitted in the interactions of 12 GeV protons with complex nuclei (Finished)
- E53	Separation of xi- particles by means of a pulsed field (Withdrawn)
- E54	Exposures to K- mesons with momenta above 10 GeV/c (Finished)
- E55	Hyperfragment studies (Finished)
- E56	Fission studies with mica detectors (Finished)
- E57	Study of double hyper fragments produced in \Xi capture events in emulsion (Withdrawn)
- E58	Precision measurement of the magnetic moment of the \Delta0 (Finished)
- E55a	Stopping K- for hyperfragment studies with loaded emulsion (Finished)
- PS140	Meas.of the Reaction K-p to Lambda (forward) + Neutral Meson (Finished)
- PS141	Spin Dependent Effects in Proton-Proton Interactions at 24 GeV/c (Finished)
- PS142	X-rays of Protonium lpar pbar p atom) (Finished)
- PS143	A Search for N* Resonances in Helium (Finished)
- PS149	St.of the React.& Scatt.Cross Sect.f.Antip.-Proton at Antip.Momenta Bel.1 GeV/c (Finished)
- PS150	Study of the Channelling Effect in Crystalline Structures at High Energies (Finished)
- PS151	Exotic Atoms (Finished)
- PS152	Further Study of Hypernuclear Gamma Transitions (Finished)
- PS153	Hunt for Narrow Baryon Formation in pi-p Backward Elastic Scattering (Finished)
- PS154	Strangeness Exchange Reaction on Nuclei (Finished)
- PS155	Properties of Exotic Light Nuclei Produced at the PS (Finished)
- PS156	Meas.of the Polariz.Parameter in pn Elastic and Charge Exch.Scatt.at 24 GeV/c (Finished)
- PS157	High Precision Measurement of the pi-p Total Cross Section (Finished)
- PS158	Antiproton X-ray Studies on Isotopically Pure Targets (Finished)
- PS159	Strange Dibaryon Systems (Finished)
- PS160	Measurement of A and R Parameters in the Reaction pi+p to K+Sigma+ (Finished)
- PS161	Search for Strongly Bound States of the pbarp, pbard and pbar (NN..) States (Finished)
- PS162	Study of the Structure of Exotic Light Nuclei Produced at the PS (Finished)
- PS163	Search for Narrow Baryonium States Near the pbarp Threshold (Finished)
- PS164	The influence of Channelling on Atomic and Nuclear Reaction Yields (Finished)
- PS165	Measurement of the K-p Scattering Length at Threshold by Observation of Kaonic Hydrogen X-Rays from a Condensed Target (Finished)
- PS166	Search for Sigma Hypernuclear States Using the Strangeness Exchange Reactions (K-,pi-) and (K-,pi+) (Finished)
- PS167	Background Calibration for a Proton-Lifetime Detector (Finished)
- PS168	To Test a Prototype of a Proton Lifetime Detector in a Neutrino Beam at the PS (Finished)
- PS169	Search for Neutrino Oscillations (Finished)
- PS170	(LEAR/FORMFACTOR) Precision Measurements of the Proton Electromagnetic Form Factors in the Time-like Region and Vector Meson Spectroscopy (Finished)
- PS171	(LEAR/ASTERIX) Study of pbarp Interactions at Rest in a H2 Gas Target at LEAR (Finished)
- PS172	(LEAR/SING) pbarp Total Cross-Sections and Spin Effects in pbarp to K+K-, pi+ pi-, pbarp above 200 MeV/c (Finished)
- PS173	(LEAR/CR.SEC.) Measurement of Antiproton-proton Cross-Sections at Low Antiproton Momenta (Finished)
- PS174	(LEAR/XRAYS) Precision Survey of X-Rays from pbarp (pbard) Atoms Using the Initial LEAR Beam (Finished)
- PS175	(LEAR/CYCL.TRAP) Measurement of the Antiprotonic Lyman- and Balmer X-Rays of pbarH and pbarD Atoms at Very Low Target Pressures (Finished)
- PS176	(LEAR/XRAYS) Study of X-Ray and gamma-Ray Spectra from Antiprotonic Atoms at the Slowly Extracted Antiproton Beam of LEAR (Finished)
- PS177	(LEAR/HYPERNUCLEI) Study of the Fission Decay of Heavy Hypernuclei (Finished)
- PS178	(LEAR/ANTINEUTRON) Study of Antineutron Production at LEAR (Finished)
- PS179	(LEAR/STREAMER) Study of the Interaction of Low-Energy Antiprotons with H2,He3,He4,Ne-Nuclei Using a Streamer Chamber in Magnetic Field (Finished)
- PS180	(BEBC/NEUTRINO) Search for Neutrino Oscillations at CERN PS Using BEBC (Finished)
- PS181	Contribution of the CHARM Collaboration to the CERN Neutrino Oscillation Program (Finished)
- PS182	(LEAR/GAMMA) Investigations on Baryonium and Other Rare pbarp Annihilation Modes Using High-Resolution pi0 Spectrometers (Finished)
- PS183	(LEAR/GAMMA) Search for Bound NbarN States Using a Precision Gamma and Charged Pion Spectrometer at LEAR (Finished)
- PS184	(LEAR/SPES II) Study of pbar- nucleus Interaction with a High Resolution Magnetic Spectrometer (Finished)
- PS185	(LEAR/HYPERONS) Study of Threshold Production of pbarp to YbarY at LEAR (Finished)
- PS185/2	(LEAR/HYPERONS) High Precision Measurement of pbarp to LmdabarLmda Cross Sections in the Mass Region around 2232 MeV/c2 (Finished)
- PS185/3	(LEAR/HYPERONS) A Measurement of Depolarization and Spin Transfer in pbarp to LambdabarLambda (Finished)
- PS186	(LEAR/XRAYS) Nuclear Excitations by Antiprotons and Antiprotonic Atoms (Finished)
- PS187	 (Finished)
- PS188	(CHANNELLING) Measurements of Channelling Radiation and its Polarization, X-Ray Excitation, together with Deviations from Landau Distributions (Finished)
- PS189	(LEAR/PBARMASS) High Precision Mass Measurements with a Radiofrequency Mass Spectrometer - Application to the Measurement of the ppbar Mass Difference (Finished)
- PS191	(NEUTRINO DECAY) Search for Decays of Heavy Neutrinos with the PS Beam (Finished)
- PS192	Study of the Energy Dependence of the Anomalous Mean Free Path Effect by Means of High-energy>or=12 GeV/nucleon) Helium Nuclei (Finished)
- PS193	Study of the Nuclear Transparency in alpha + A reactions at Energies >= 12 GeV/nucleon (Finished)
- PS194	(LEAR/IONIZATION) Measurements of the Ratio Between Double and Single Ionization of Helium for Antiprotons (Finished)
- PS194/2	(LEAR/IONIZATION) New Measurements of Antiproton-Atom Collisions.: Ionization, dE/dX, X-rays and Channelling (Finished)
- PS194/3	(LEAR/IONIZATION) Measurement of Stopping Powers and Single Ionization Cross-Sections for Antiprotons at Low Energies (Finished)
- PS195	(LEAR/CPVIOLATION) Tests of CP Violation with Kbar0 and K0 at LEAR (Finished)
- PS196	(LEAR/PENNING TRAP) Precision Comparison of pbar. and p Masses in a Penning Trap (Finished)
- PS197	(LEAR/CRYSTAL) The Crystal Barrel: Meson Spectroscopy at LEAR with a 4pi Detector (Finished)
- PS198	(LEAR/POLEL) Measurement of Spin Dependent Observables in the pba N Elastic Scattering from 300 to 700 MeV/c (Finished)
- PS199	(LEAR/POLCX) Study of the Spin Structure of the pbarp to nbarn Channel at LEAR (Finished)
- PS200	(LEAR/GRAV) Capture, Electron-Cooling and Compression of Antiprotons in a Large Penning-Trap for Physics Experiments wirh an Ultra-Low Energy Extracted Antiproton Beam (Finished)
- PS201	(LEAR/OBELIX) Study of pbar and nbar annihilations at LEAR with OBELIX, a large acceptance and high resolution detector based on the Open Axial Field Spectrosmeter (Finished)
- PS202	(LEAR/JETSET) JETSET: Physics at LEAR with an Internal Gas Jet Target and an Advanced General Purpose Detector (Finished)
- PS203	(LEAR/FISSION) Antiproton Induced Fission and Fragmentation of Nuclei (Finished)
- PS204	(LEAR/WAKE) Measurements of Wake-Riding Electrons in Antiproton-Carbon-Foil Collisions (Finished)
- PS205	(HELIUMTRAP) Laser Spectroscopy of Antiprotonic Helium Atoms (Finished)
- PS206	(CCX) Measurement of the pbarp to nbarn Charge-Exchange Differencial Cross-Section (Finished)
- PS207	(LEX) Precision Measurement of the Energies and Line Shapes of Antiprotonic Lyman and Balmer Transitions from Hydrogen and Helium Isotopes (Finished)
- PS208	(HOTNUCLEI) Decay of Hot Nuclei at Low Spins Prod.by Antiproton-Annihilation in Heavy Nuclei (Finished)
- PS209	Neutron Halo and Antiproton-Nucleus Potential from Antiprotonic X-rays (Finished)
- PS210	Antihydrogen Production in pbar Z-interaction (Finished)
- PS211	(TARC) Experim.Study of the Phenomenology of Spallation Neutrons in a Large Lead Block (Finished)
- PS212	(DIRAC) Lifetime Measurements of pi+ pi- and pi+- K-+ Atoms to Test Low-Energy QCD Predictions (Completed)
- PS214	(HARP) Hadron Production for the Neutrino Factory and for the Atmospheric Neutrino Flux (Finished)
- S0	Peripheral pi processes (Finished)
- S5	Pion form factor investigations (Finished)
- S35	Pion charge exchange on polarized protons (Finished)
- S36	Running in of slowly ejected proton beam e2 (Finished)
- S37	Branching ratio of $\eta$ decay, $\eta + \gamma + \gamma / \eta$ -> neutrals (Finished)
- S38	Slow ejected beam: small angle production (Finished)
- S40	Rate of $K^{0}_{L,S}$ -> 2 $\pi^{0}$ (Finished)
- S41	Interference of $K^{0}_{1} -> \pi^{+} + \pi^{-}$ with $K^{0}_{2} -> \pi^{+} + \pi^{-}$ from $K^{0}$ decay (Finished)
- S42	Electromagnetic decays of $\rho$ and $\omega$ into $\mu^{+}\mu^{-}$ (Finished)
- S43	Scattering of pions from polarized protons (Finished)
- S44	Dalitz plot of $\eta$ decay (Finished)
- S45	$\beta$ parameter of $\Lambda$ decay (Finished)
- S46	Neutral decays of neutral resonances, production of the reaction $\pi^{-} p -> n + B^{0}$ about 2 GeV/c (Finished)
- S47	Branching ratio of $\omega$ decay: $\omega -> \pi^{0} + \gamma/\omega -> \pi^{+} + \pi^{-} + \pi^{0}$ (Finished)
- S48	Kp scattering on a transverse polarized target (scattering of 0.9 to 2 GeV/c kaons on a polarized target) (Finished)
- S49	Interference of $K^{0}_{1} -> \pi^{+} + \pi^{-}$ with $K^{0}_{2} -> \pi^{+} + \pi^{-}$ from $K^{0}$ decay (Finished)
- S50	Beta decay of hyperon (Finished)
- S51	Electromagnetic decays of $\rho, \omega and \phi$ mesons (Finished)
- S52	Decay of $\eta^{0}$, $\omega^{0}$, $X^{0}$, $Q^{0}$ into $\pi^{+}\pi^{-}\gamma$ and other decay modes production reaction $\pi^{-}$ p -> n + $B^{0}$ at 6 GeV/c (Finished)
- S53	Elastic $\pi$ p large momentum transfer scattering up to 180$^{0}$ (Finished)
- S54	Measurements of parameters A and R in $\pi$ -p scattering using a polarized target and a spark chamber (Finished)
- S55	Angular distribution of pi- p -> Lambda 0 ( sigma 0 ) K0 in the forward direction in the energy range 4 to 16 GeV/c (Finished)
- S56	Muon quantum number conservation. Measurement of mu+ / mu- ratio of events produced by a pure neutrino beam and a dependence of inelastic nu reactions (Finished)
- S57	Background test for experiment on search for fractional charge particles (Finished)
- S58	Test of large spark chambers in missing mass spectrometer for purpose of vertex analysis of the missing boson produced in $\pi^{-}$ p -> p + $B^{-}$ at $\approx$ 6 GeV/c (Finished)
- S59	Measurement on the parameter P 0 in pi+/- p, K+/- p scattering using a transversally polarized target and counter hodoscope (Finished)
- S60	Interference of K0 L -> 2 pi0 and K0 S -> 2 pi0 (Finished)
- S61	High energy particle production by 20 GeV protons on protons at small angles (Finished)
- S62	Search for charge - 1/3 e particles from an internal target (Finished)
- S63	pi - d elastic scattering (Finished)
- S64	Magnetic Boson Spectrometer for Masses up to 4 GeV/c (Finished)
- S65	Neutral Final States in pi- p interactions (Finished)
- S66	n-p Scattering above 6 GeV/c (Finished)
- S67	Measurement of K- + p -> Kbar0 + n cross sections from 1-2 GeV/c (Finished)
- S68	Ke4 decay (Finished)
- S69	High precision measurement on Delta S /Delta Q rule (Finished)
- S70	Study of modes K+/- - pi+/- pi0 gamma, pi+/- pi0 pi0 (Finished)
- S71	K0_2 leptonic and 3 pi decays (Finished)
- S72	Elastic np charge exchange scattering above 6 GeV/c (Finished)
- S73	An experiment to study diffractive dissociation (Finished)
- S74	High Precision measurement of the DeltaS/DeltaQ rule and a search for the decay of Kos -> pi+pi-pi0 (Finished)
- S75	K- + p -> K0+bar n total cross sections (Finished)
- S76	An experiment to measure $K^{\pm}$ and $\overline{p}$ scattering on polarised protons in the 1.0 - 5.0 GeV/c region (Finished)
- S77	Measurement of the phase of the pion-nucleon scattering at high-energy and at non-zero momentum transfer, by studying the pion-deuteron elastic scattering (Finished)
- S78	Missing mass (Finished)
- S79	Study of the lambda0 \beta decay (Finished)
- S80	Rate of K0 L,S -> 2 pi0 (Finished)
- S81	I.S.R. background studies (Finished)
- S82	Accurate determination of the ratio eta00/ eta+ - (Finished)
- S83	Study of Neutral Resonances decaying into Neutrals (Finished)
- S84	Neutral Decays of Neutral Resonances at high Energies (Finished)
- S85	Spin-parity determination of A2 high and A2 low by measuring K Kbar and p pi decays with Boson Spectrometer (Finished)
- S86	Measurement at 4 GeV/c of the pbar p - pi+ pi- differential cross section, at small values of t and u (Finished)
- S87	Measurement of the reactions pi- + p -> pi+ + pi- + n,pi- + p -> K+ + K- + n (Finished)
- S88	Interference of $K^{0}_{1} -> \pi^{+} + \pi^{-}$ with $K^{0}_{2} -> \pi^{+} + \pi^{-}$ from $K^{0}$ decay (Finished)
- S89	Lambda 0 missing-mass Spectrometer (Finished)
- S90	Study the K* Resonances produced in K- p Interactions at 40 GeV/c with the CERN-IHEP Boson-Spectrometer (Finished)
- S91	K+/-, pi-p,Pbar - P forward and Backward Scattering at 5 GeV/c K- p and pi- p Large Angle Elastic Scattering at 6.5 GeV/c (Finished)
- S92	High energy p-p two-body reactions (Finished)
- S93	Measurement of phi eta +/- (Finished)
- S94	Measurement of the reactions pi- + p -> pi+ + pi- + n, pi- + p -> K+ + K- + n at 17GeV/c (Finished)
- S95	Inelastic Coherent Interactions with 4He Nuclei (Finished)
- S96	pi- p Charge Exchange on Polarized Butanol Target (Finished)
- S97	Precise Measurement of the Anomalous Magnetic Moment of the Muon (Finished)
- S98	An Experiment on small Angle Pbar p Charge-Exchange Scattering (Finished)
- S99	Measurement of the Differential Cross Section for Pbar p -> pbar p, pi+ pi -, K+K-, between 0.6 and 2.0 GeV/c (Finished)
- S100	Measure the differential Cross Section of K- n Elastic Scattering between 1 and 2 GeV/c (Finished)
- S101	ISR Background Studies (Finished)
- S102	Measurement of Polarisation and differential Cross-Section for the Reaction K- + p -> Kbar 0+ n (Finished)
- S103	Measurement of the Sigma-p total cross-section (Finished)
- S104	Lambda 0 missing-mass Spectrometer (Finished)
- S105	The Measurement of Polarization in backward Scattering for the Reactions pi+ p -> p pi+ , K+ p -> p K+ and pi+ p -> sigma+ K+ (Finished)
- S106	Measurement of the recoil Proton polarization parameter in the backward pi+/- p Elastic Scattering at 6-8 GeV/c (Finished)
- S107	Measurement of the pi +/- and K +/- Spectra with the Spectrometer of the S 92 Experiment (Finished)
- S108	Measurement of neutron-proton charge exchange scattering from 8 to 25 GeV/c and from 20 to 70 GeV/c (Finished)
- S109	A precise measurement of the Ke2/Kmu2 branching ratio (Finished)
- S110	K0 Regeneration (Finished)
- S111	Exotic Exchange in Reactions pi-p -> K+ Sigma- and pi-p -> d anti p (Finished)
- S112	A Study of Zero Strangeness Bosons using a Neutron Trigger (Finished)
- S113	Study of the Strangeness Zero, charged Boson Spectrum using the Omega and a Proton Time of Flight Trigger (Finished)
- S114	An Experiment on Baryon Exchange with Production of a forward Lambda (Finished)
- S115	Study of Baryon-Antibaryon Production (Finished)
- S116	Study of Non-Diffractively produced K* Resonances (Finished)
- S117	Quasi-two-body Reactions proceeding through Baryon Exchange (Finished)
- S118	Ke4 Decay (Finished)
- S119	High Statistics Measurement of quasi two-body Reactions (Finished)
- S120	Study of the Reactions pi+ +p->Sigma+ = K+,K+ = p->pi- + Sigma+ and other 2-Body processes at 10 GeV/c (Finished)
- S121	Leptonic decays of negative hyperons (Finished)
- S122	Coherent production of I=1/2 baryon states on helium (Finished)
- S123	Measurement of the K0 charge radius by KS regeneration from electrons (Finished)
- S124	Measurement of polarization parameter in pp rightarrow pi pi (Finished)
- S125	Investigation of spin-dependence of pion-induced inclusive reactions pi \pm up arrow \rightarrow pi pm +anything (Finished)
- S126	Measurement of polarization in backward scattering for the reactions pi uparrow \rightarrow Sigma K+ and pi uparrow \rightarrow pi (Finished)
- S127	Measurement of the (K+ -> pi0 munu)/(K+ -> pi0 e+nu) branching ratio (Finished)
- S128	Measurement of the \Sigma^0 life-time, by \Sigma^0 production in the Coulomb field of nuclei by incident \Lambda (Finished)
- S129	Study of Elastic Scattering of Negativ Hyperons and Diffractive Production of Y* (Finished)
- S130	Study of K0L+p->K0S+p in the Momentum Interval 2<=PKL<=16GeV/c (Finished)
- S131	Measurement of Production of Strange Bosons in the Reactions K-p->anti K0pi- and K+p->K0pi+p (Finished)
- S132	Symmetric Bispectrometer for a Systematic Search of Heavy Particles (Finished)
- S133	pi pi Scattering Lengths and Phase Shifts for low pi pi Masses (Finished)
- S134	Helicity Amplitudes in pi-p->K0 Lambda (Finished)
- S135	A Systematic Study of Electron Pair and Gamma-Ray Production in anti proton proton Annihilation at Rest (Finished)
- S136	A Systematic Study of Electron Pair Production in pi-p->pi+pi-n on a Transversely Polarized Proton Target (Finished)
- S137	Measurement of the Polarization in K+ - neutron Charge exchange and pi N Charge Exchange (Finished)
- S138	To Study K+p Interactions at 14 GeV/c (Finished)
- S139	Study of Rare Decays of Mesons (Finished)
- S148	A proposal to study (Finished)
- S38a	Large angle pp scattering at 8-12 GeV/c magnetic analysis of both outgoing protons (Finished)
- S39-and-S39a	Interference of regenerated $K^{0}_{1} -> \pi^{+} + \pi^{-}$ with $K^{0}_{2} -> \pi^{+} + \pi^{-}$ (Finished)
- S44a	Production cross-section of $X^{0}$ meson (Finished)
- T209	A Large Statistics K- p. Exposure at 8.25 GeV/c in the 2 m HBC (Finished)
- T211	K-n Interactions in the c.m.Energy Region around 1 GeV and around 2 GeV (Finished)
- T227	Study of Hypercharge Exchange Reactions and Resonance Properties in pi-p Interactions at 4 GeV/c in 2m Bubble Chamber (Finished)
- T236	Study of K- p Interactions Between 450 and 900 MeV/c (Finished)
- T237	High Statistics Antiproton-Proton Experiments at 7.3 GeV/c (Finished)
- T239	A High Statistics High Resolution Measurement of the Total and Partial anti p p Cross Sections between 1900 and 1965 MeV Total C.M. Energy (Finished)
- T248	Antiproton-Deuterium Interactions at 12 GeV/c (Finished)
- T250	A High Statistics High Resolution Measurement of the Total and Partial anti-proton d Cross Sections between 1900 and 1965 MeV Total C.M. Energy (Finished)
- nTOF2	Determination of the Neutron Fluence, the Beam Characteristics and the Backgrounds at the CERN-PS TOF Facility (Finished)
- nTOF3	The Importance of 22Ne(a,n)25Mg as s-Process Neutron Source and the s-Process Thermometer 151Sm (Finished)
- nTOF4	The Re/Os Clock Revisited (Finished)
- nTOF5	Neutron Cross Sections for the Pb Isotopes: Implications for ADS and Nucleosynthesis (Finished)
- nTOF6	Measurements of Fission Cross Sections for the Isotopes relevant to the Thorium Fuel Cycle (Completed)
- nTOF7	Measurement of the Neutron Capture Cross Sections of 232Th, 231Pa, 234U and 236U (Completed)
- nTOF8	Neutron Capture Cross Sections of Zr and La: Probing Neutron Exposure and Neutron Flux in Red Giant Stars (Completed)
- nTOF9	Measurements of Fission Cross Sections of Actinides (Completed)
- nTOF10	Measurement of the Neutron Capture Cross Sections of 233U, 237Np, 240,242Pu, 241,243Am and 245Cm with a Total Absorption Calorimeter at n_TOF (Completed)
- nTOF11	Studies of a Target System for a 4-MW, 24-GeV Proton Beam (Completed)

## Visszavont kísérletek
- PS213	European Collaboration for High-Resolution Measurements of Neutron Cross Sections between 1 eV and 250 MeV (Withdrawn)